# Кулиева, Нары Абульфаз кызы
Нары Абульфаз кызы Кулиева (азерб. Narı Əbülfəz qızı Quliyeva; 10 июля 1928 года, Нахичеванская АССР — 2005 год, Джульфинский район) — советский азербайджанский виноградарь, Герой Социалистического Труда (1949).

## Биография
Родилась 10 июля 1928 года в селе Кирна Нахичеванской АССР (ныне Джульфинский район Нахичеванской АР Азербайджана).
Начала трудовую деятельность рядовым колхозником в 1944 году в колхозе имени Ленина Джульфинского района. Позже звеньевая на этом же колхозе. С 1956 года лаборант в Нахичеванском сельскохозяйственном техникуме.
В 1948 году достигла высоких результатов в области виноградарства.
Указом Президиума Верховного Совета СССР от 21 июля 1949 года за получение высоких урожаев винограда Кулиевой Нары Абульфаз кызы присвоено звание Героя Социалистического Труда с вручением ордена Ленина и золотой медали «Серп и Молот».
В 2002 году удостоена Персональной стипендии Президента Азербайджанской Республики.
Скончалась в 2005 году в родном селе.